# 2. československá hokejová liga 1967/1968
2. československá hokejová liga 1967/1968 byla 15. ročníkem československé druhé nejvyšší hokejové soutěže. Po této sezóně došlo ke sloučení skupin A a B.

## Systém soutěže
Soutěže se účastnilo 32 týmů rozdělených do čtyř skupin po 8 týmech. Ve skupině se utkaly týmy čtyřkolově každý s každým (celkem 28 kol). Vítězové skupin postoupili do kvalifikace o nejvyšší soutěž. Do nejvyšší soutěže postoupil pouze vítěz kvalifikace.
Týmy na posledních místech jednotlivých skupin sestoupily do příslušného krajského přeboru.

## Základní část

### Skupina A
| Poř. | Tým                         | Z  | V  | R | P  | VG  | OG  | B  |
| ---- | --------------------------- | -- | -- | - | -- | --- | --- | -- |
| 1.   | TJ Motor České Budějovice   | 28 | 26 | 2 | 0  | 166 | 57  | 54 |
| 2.   | VTJ Dukla Písek             | 28 | 16 | 1 | 11 | 110 | 92  | 33 |
| 3.   | TJ Škoda Plzeň              | 28 | 14 | 3 | 11 | 116 | 103 | 31 |
| 4.   | VTJ Dukla Litoměřice        | 28 | 12 | 2 | 14 | 96  | 111 | 26 |
| 5.   | TJ Slavia Karlovy Vary      | 28 | 12 | 1 | 15 | 113 | 125 | 25 |
| 6.   | TJ CHZ ČSSP Litvínov B      | 28 | 10 | 3 | 15 | 80  | 104 | 23 |
| 7.   | TJ Slovan NV Ústí nad Labem | 28 | 8  | 5 | 15 | 104 | 118 | 21 |
| 8.   | TJ Baník Sokolov            | 28 | 4  | 3 | 21 | 63  | 138 | 11 |

### Skupina B
| Poř. | Tým                           | Z  | V  | R | P  | VG  | OG  | B  |
| ---- | ----------------------------- | -- | -- | - | -- | --- | --- | -- |
| 1.   | TJ Spartak ZVÚ Hradec Králové | 28 | 20 | 2 | 6  | 120 | 73  | 42 |
| 2.   | TJ Slavia Praha               | 28 | 16 | 3 | 9  | 133 | 82  | 35 |
| 3.   | TJ Spartak Motorlet Praha     | 28 | 11 | 5 | 12 | 97  | 100 | 27 |
| 4.   | VTJ Dukla Liberec             | 28 | 11 | 4 | 13 | 91  | 94  | 26 |
| 5.   | TJ Autoškoda Mladá Boleslav   | 28 | 9  | 8 | 11 | 104 | 118 | 26 |
| 6.   | TJ Spartak Třebíč             | 28 | 10 | 4 | 14 | 104 | 131 | 24 |
| 7.   | TJ Sparta ČKD Praha B         | 28 | 10 | 2 | 16 | 78  | 115 | 22 |
| 8.   | TJ Spartak Tatra Kolín        | 28 | 10 | 2 | 16 | 95  | 109 | 22 |

### Skupina C
| Poř. | Tým                                     | Z  | V  | R | P  | VG  | OG  | B  |
| ---- | --------------------------------------- | -- | -- | - | -- | --- | --- | -- |
| 1.   | TJ VŽKG Ostrava                         | 28 | 21 | 3 | 4  | 177 | 65  | 45 |
| 2.   | TJ Slezan OSP Opava                     | 28 | 17 | 4 | 7  | 160 | 85  | 38 |
| 3.   | TJ Baník ČSA Karviná                    | 28 | 16 | 1 | 11 | 106 | 102 | 33 |
| 4.   | TJ Moravia DS Olomouc                   | 28 | 12 | 1 | 15 | 106 | 119 | 25 |
| 5.   | VTJ Dukla Hodonín                       | 28 | 10 | 2 | 16 | 91  | 136 | 22 |
| 6.   | TJ Baník OKD Ostrava                    | 28 | 10 | 1 | 17 | 103 | 141 | 21 |
| 7.   | TJ Železárny Prostějov                  | 28 | 9  | 3 | 16 | 81  | 130 | 21 |
| 8.   | TJ Spartak Královopolská strojírna Brno | 28 | 8  | 3 | 17 | 85  | 131 | 19 |

### Skupina D
| Poř. | Tým                                  | Z  | V  | R | P  | VG  | OG  | B  |
| ---- | ------------------------------------ | -- | -- | - | -- | --- | --- | -- |
| 1.   | VTJ Dukla Trenčín                    | 28 | 16 | 4 | 8  | 119 | 74  | 36 |
| 2.   | TJ Slovan CHZJD Bratislava B         | 28 | 15 | 3 | 10 | 110 | 105 | 33 |
| 3.   | TJ ZVL Žilina                        | 28 | 13 | 4 | 11 | 127 | 107 | 30 |
| 4.   | TJ Iskra Smrečina Banská Bystrica    | 28 | 12 | 3 | 13 | 103 | 96  | 27 |
| 5.   | TJ Spartak BEZ Bratislava            | 28 | 11 | 4 | 13 | 100 | 146 | 26 |
| 6.   | TJ Lokomotíva Vagónka Stavbár Poprad | 28 | 10 | 5 | 13 | 98  | 98  | 25 |
| 7.   | TJ Iskra Liptovský Mikuláš           | 28 | 11 | 3 | 14 | 91  | 103 | 25 |
| 8.   | VTJ Dukla Nitra                      | 28 | 10 | 2 | 16 | 95  | 114 | 22 |

Týmy TJ Motor České Budějovice, TJ Spartak ZVÚ Hradec Králové, TJ VŽKG Ostrava a VTJ Dukla Trenčín postoupily do kvalifikace o nejvyšší soutěž, kterou vyhrál tým TJ Motor České Budějovice a postoupil tak do nejvyšší soutěže.
Týmy TJ Baník Sokolov, TJ Spartak Tatra Kolín, TJ Spartak Královopolská strojírna Brno a VTJ Dukla Nitra sestoupily do příslušného krajského přeboru.